# Finally Free
Finally Free är ett musikalbum av Karl Wolf från 2012.

## Låtlista
1. "Finally Free" (3:18)
2. "UFO" (3:58)
3. "Ghetto Love" (feat. Kardinal Offishall) (3:24)
4. "Peace Out" (feat. P. Reign) (3:16)
5. "Mash It Up" (feat. Three 6 Mafia) (4:06)
6. "DJ Gonna Save Us" (feat. Mr. OxXx) (4:17)
7. "Number One" (feat. Demarco) (3:06)
8. "Crazy4U" (3:29)
9. "Never Let You Go" (3:33)
10. "Wake Up" (3:25)
11. "Tell Me" (feat. Nirvana Savoury) (3:13)
12. "Belly Dancer" (3:25)
13. "No Way" (3:42)
14. "Connected" (feat. Robin) (3:17)
15. "DJ Gonna Save Us" (Dubstep Remix) (3:06)
16. "Waiting for a Star to Fall" (Karl Wolf & Cassandra Debison) *only on special edition version of the album* (4:39)